# Denise Tual
Pour les articles homonymes, voir Tual.
Denise Tual, ou dans les années 1930 Denise Batcheff, est une productrice de cinéma, monteuse et réalisatrice française née Denise Anne Henriette Piazza, le 15 mai 1906 à Paris 7e, ville où elle est morte le 23 novembre 2000 dans le 17e arrondissement.

## Biographie
Denise Piazza est la fille de l'éditeur Henri Piazza. Elle a épousé en deuxièmes noces l'acteur Pierre Batcheff (1901-1932), puis, après sa mort, le producteur de cinéma Roland Tual (1904-1956). Monteuse dans les années 1930, elle devient ensuite productrice aux côtés de son nouveau mari.
Denise Tual a écrit, dans les années 1980, deux livres de souvenirs, Le Temps dévoré et Au cœur du temps.

## Filmographie

### Monteuse
- 1931 : Les Amours de minuit d'Augusto Genina et Marc Allégret
- 1931 : La Chienne de Jean Renoir (premier montage avec Paul Fejos)
- 1931 : L'Amour à l'américaine de Claude Heymann et Paul Fejos
- 1932 : Fantômas de Paul Fejos
- 1933 : La Dame de chez Maxim's d'Alexander Korda
- 1934 : L'Hôtel du libre échange de Marc Allégret
- 1934 : Lac aux dames de Marc Allégret
- 1934 : Zouzou de Marc Allégret
- 1935 : Les Beaux Jours de Marc Allégret, également actrice de second plan

### Productrice
- 1941 : Le pavillon brûle de Jacques de Baroncelli
- 1942 : Lettres d'amour de Claude Autant-Lara
- 1956 : La Fille de l'ambassadeur de Norman Krasna
- 1968 : Phèdre de Pierre Jourdan d'après Jean Racine, coproduit avec  Monique Montivier et Nicole Stéphane

### Réalisatrice
- 1950 : Ce siècle a cinquante ans coréalisé avec Roland Tual et Werner Malbran
- 1969 : Le Jeune Homme et la Mort
- 1973 : Olivier Messiaen et les oiseaux
- 1977 : L'Imagination surréaliste, André Masson
- 1977 : Souvenirs surréalistes, Luis Buñuel

## Publications
- Le Temps dévoré, Paris, Fayard, 1980   (ISBN 978-2213008301)
- Au cœur du temps, Paris, Carrère, 1987   (ISBN 978-2868044211)